# 弗拉姆呂根嶺
弗拉姆呂根嶺（英語：Framryggen Ridge）是南極洲的山嶺，位於毛德皇后地的瑪塔公主海岸，處於博格山以西6公里，挪威製圖師根據探險隊的測量和空中照片繪入地圖，現時由南極條約體系管理。

## 外部連結
- . . United States Geological Survey.   [2012-04-06].

72°30′S 3°54′W / 72.500°S 3.900°W